# Chasminodes
Chasminodes là một chi bướm đêm thuộc họ Noctuidae.

## Các loài
- Chasminodes aino Sugi, 1956
- Chasminodes albonitens Bremer
- Chasminodes annamica
- Chasminodes atrata Butler
- Chasminodes behouneki Kononenko, 2009
- Chasminodes bremeri
- Chasminodes cilia Staudinger
- Chasminodes japonica
- Chasminodes nervosa Butler
- Chasminodes nigrifascia
- Chasminodes nigrilinea Leech
- Chasminodes nigrostigma
- Chasminodes niveus
- Chasminodes pseudalbonitens Sugi
- Chasminodes sugii Koronenko
- Chasminodes unipuncta Sugi
- Chasminodes ussurica